# Before Dawn Daybreak 〜深淵の歌姫〜
『Before Dawn Daybreak 〜深淵の歌姫〜』（ビフォア・ドーン・デイブレイク しんえんのうたひめ）は、BLACK CYCから2008年10月24日に発売されたアダルトゲーム。

## 解説
犯罪の多発する地下世界を舞台に、便利屋の男と美少女の甘く切ない恋愛を描く。
主人公・エイジがこなした依頼によってストーリー展開が変化する、「依頼選択型」というシステムが搭載されている。依頼者・イライザの店で1日1つまで仕事を受け取り、定められた依頼までに依頼を実行することが目的となる。依頼内容や会話等から目的地を推測してマップ画面から目的地を選択し、依頼を成功させると依頼者と様々なシチュエーションでHを楽しめるが、目的地を誤ったり期限を過ぎると失敗と判定され、イライザからお仕置きを受けることになる。

## あらすじ
ある日、地下世界ベヒモスを拠点とする運び屋兼便利屋であるエイジの目の前に、1人の少女が降ってきた。その少女・レオノーラは迫りくる警備員に気付き、目の前にいるエイジに向かって歌いだす。歌い終わったレオノーラは恍惚の表情を浮かべるエイジに驚くも、彼に助けを求めた。ベヒモスの支配者であるランカスター・ケミカルを憎んでいたエイジは、レオノーラの逃走に手を貸すことにする。

## 登場人物
エイジ・ブロウニング
主人公である運び屋兼便利屋。15年前に暴動で家族を失っている。刹那主義的かつサディスティックな思考の持ち主だが、前向きでお人よしな一面もある。薬物が利かない体質であるため、性的行為に関しては人一倍力を入れている。
ベヒモスのセンタービルでレオノーラと出会って以来、彼女の逃走に手を貸している。
レオノーラ
声：みる
エイジの前に降ってきた美少女。外界へのあこがれが強く、エイジに外界へ連れ出してもらう約束を結んだ。
無表情でいることが多いが、実際はプライドが高い性格の持ち主。
その正体はランカスター・ケミカルが作り出したクローン人間。
個別エンディングではエイジとともに外の世界への脱出に成功する。
ノーマ・イースト
声：春乃伊吹
依頼人の護衛を務める少女。猫耳のついた黒いフードつきローブを身にまとっており、巨大な鎌のような武器を得物とする。
気弱な性格だが、人を殺す時は態度が変わる。それでも実際は子供好きの心優しい性格で、殺し屋稼業と自分の実際の気持ちのギャップに苦しんでいる。
かつては捨て子だったが、現在ではほかの捨て子たちとともにクローディアに保護されている。
実は食人衝動があり、ユーリルートのバッドエンドではエイジを食べてしまう。
自身の個別エンディングでは、エイジとレオノーラの3人で地上にある自身の故郷へ戻る。
ルー・ファン
声：かわしまりの
貧困層専門の医者にしてテロ組織"ジズ"の頭目。ランカスター・ケミカルに両親を殺された過去を持つが、ランカスター・ケミカルへの憎しみではなくベヒモスの民主化のためにテロ活動を行っている。
生真面目なようで、幼い部分もある。
個別エンディングでは、エイジとともにテロ活動を継続する。
イライザ・ユーロリーズ
声：深井晴花
ベヒモスのドラッグストア経営者であり、エイジへ依頼をあっせんしている男勝りな女性。薬品の横流しのコネは持っているが、ドラッグストア経営者としては堅実な商売を行っている。
リューイ・ユーロリーズ/ユーリ
声：みすみ
イライザの姪だが、治安の悪いベヒモスでは女は危険に遭いやすいということで男装させられ弟として扱われている。
明るく元気な性格だが野心家でもあり、ある出来事を機に自分の本当の性別をエイジたちに明かし、野望のために動くことにした。
その正体はユーリという少女で、ヴィクターの異母兄弟。自身の個別ルートでは、ヴィクター、ヴァイオラを殺害し、ランカスター・ケミカル社長の座に就く。
サラ
声：細田なな
レオノーラとうり二つの美少女。頭に血が上りやすく、残酷なことも平気で行う。
レオノーラが逃走した結果、"お母様"がレオノーラのことばかり心配するため、嫉妬のあまりレオノーラの殺害を考えるようになった。
クローディア
声：咲良さく
ノーマの保護者である娼婦。
ヴィクター
声：月黒斗夜
エイジの昔馴染みで、ランカスター・ケミカルについてよく知っている。自己中心的な快楽主義者。
その正体はランカスター一族の一人。
ヴァイオラ・ランカスター
声:葉月るい
超巨大製薬会社ランカスター・ケミカル社長にしてベヒモス再建の立役者。自分以外の人間をゴミとみなしており、「人々の健康を守る」という建前の元、人体実験を繰り返している。
リンダ
声:マヲ
ルーの診療所で働く看護師。
シャロン
声：風音
エイジによく近づく売人で、いわゆるツンデレ。桜の花の描かれたTシャツをよく着ている。口がうまく売人としての腕も確か。
カミラ
声：永野らび
エイジの知人である売人で、ランカスター・ケミカルとのつながりを持っている。
左目に眼帯をしている。
キザ男
声：夏田空
エイジの仕事仲間の一人。長髪が特徴の伊達男。
スキンヘッドの男
声：丈隆志
エイジの仕事仲間の一人。スキンヘッドとサングラスが特徴の、がたいのよい男。
チンピラ売人
声：試験管69
エイジの仕事仲間の一人。とがったヘアスタイルと顔の入れ墨が特徴。

## スタッフ
- シナリオ：櫻みゅう（シナリオディレクターも兼任）、和泉万夜、佐々宮ちるだ、上遠野きつぐ、セーヤ
- 原画：ことみようじ、金たロウ
- オープニング：fripSide『before dawn daybreak』
  - 作詞:八木沼悟志・山下慎一狼、作曲・編曲：八木沼悟志
  - 第1期（Vocal、nao）5thアルバム『split tears』、及び、第2期（Vocal、南條愛乃) コンピレーションアルバム『fripSide PC game compilation vol.2』、5thアルバム『crossroads』収録
- エンディング：OZ
- 音楽：Team-OZ
- ディレクター：ルチル、チリィ（サブ）、しろくま（サブ）
- プロデューサー：しろくま
- 企画・原案：チリィ、ルチル